# Aframomum corrorima
Aframomum corrorima là một loài thực vật có hoa trong họ Gừng. Loài này được Alexander Carl Heinrich Braun mô tả khoa học đầu tiên năm 1848 dưới danh pháp Amomum corrorima. Năm 1981, P. C. M.Jansen chuyển nó sang chi Aframomum.

## Phân bố
Loài này là bản địa Burundi, Ethiopia, Kenya, Tanzania, Uganda.

## Hình ảnh

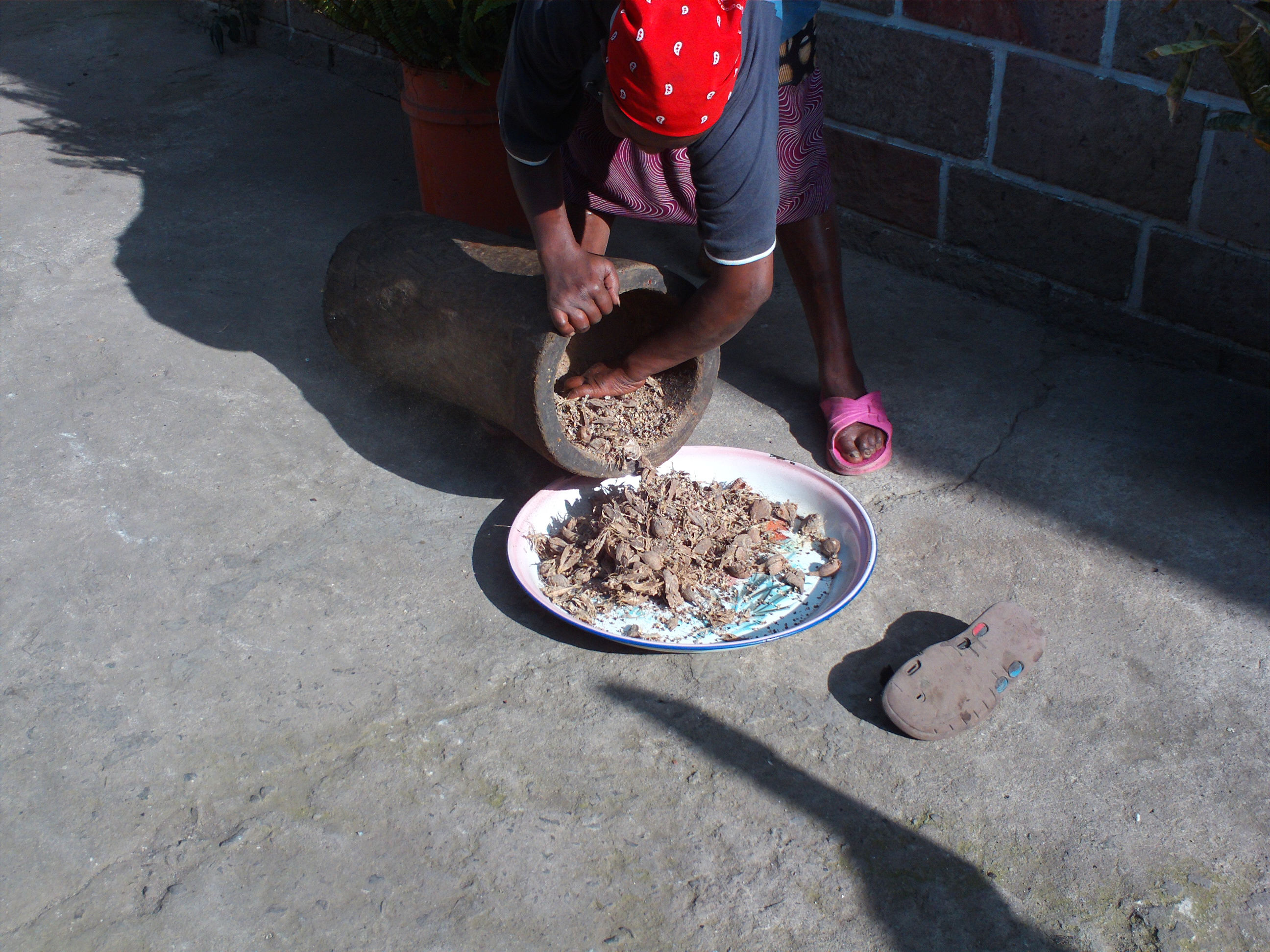
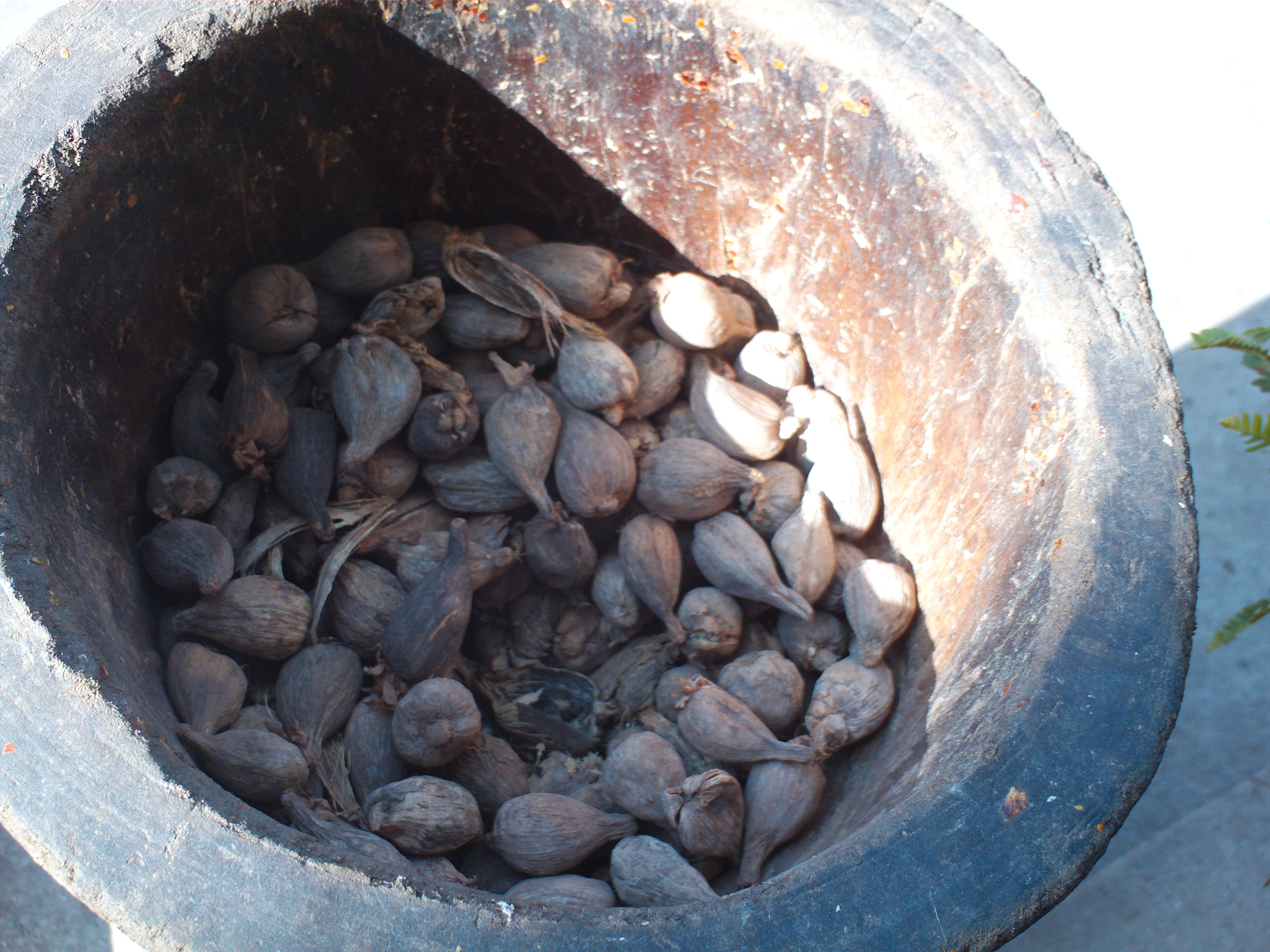